# Nieder-Olm
Nieder-Olm er en by i landkreis Mainz-Bingen i i den tyske delstat Rheinland-Pfalz beliggende cirka 10 km sydvest for Mainz.
Nieder-Olm administrationsby for Verbandsgemeinde ("forvaltningssamarbejdet") Nieder-Olm.
Nieder-Olm ligger på den østlige bred af floden Selz i den nordlige del af Rheinhessischen Hügellands.
Byen ligger ca. 150 meter moh. Den højeste bakke er „Mühlberg“ med 243 meter, som ligger mod nordøst mellem Nieder-Olm og Mainz-Ebersheim.
Landskabet er præget af vin- og frugtavl. En skov på cirka 11 hektar med navnet „Im Loh“ ligger mod nordøst.